# دانيال سواريس نيفيس
دانيال سواريس نيفيس هو لاعب كرة قدم برازيلي في مركز الوسط، ولد في 3 يونيو 1980 في بيلو هوريزونتي في البرازيل. لعب مع أتلتيكو مينيرو وقدح ونادي خورخي ويلسترمان ونادي فيلا نوفا ونادي كروزيرو.

## وصلات خارجية
- دانيال سواريس نيفيس على موقع قاعدة بيانات كرة القدم.إي يو (الإنجليزية)
- دانيال سواريس نيفيس على موقع Soccerway.com (الإنجليزية)